# Mancy
Mancy és un municipi francès, situat al departament del Marne i a la regió del Gran Est. L'any 2007 tenia 249 habitants.

## Demografia

### Població
El 2007 la població de fet de Mancy era de 249 persones. Hi havia 98 famílies, de les quals 12 eren unipersonals (4 homes vivint sols i 8 dones vivint soles), 41 parelles sense fills, 41 parelles amb fills i 4 famílies monoparentals amb fills.
La població ha evolucionat segons el següent gràfic:
Habitants censats

### Habitatges
El 2007 hi havia 107 habitatges, 98 eren l'habitatge principal de la família, 2 eren segones residències i 7 estaven desocupats. Tots els 107 habitatges eren cases. Dels 98 habitatges principals, 88 estaven ocupats pels seus propietaris i 10 estaven llogats i ocupats pels llogaters; 1 tenia dues cambres, 1 en tenia tres, 31 en tenien quatre i 65 en tenien cinc o més. 86 habitatges disposaven pel capbaix d'una plaça de pàrquing. A 39 habitatges hi havia un automòbil i a 56 n'hi havia dos o més.

### Piràmide de població
La piràmide de població per edats i sexe el 2009 era:
| Homes | Edats   | Dones |
| ----- | ------- | ----- |
| 0     | 95 o +  | 0     |
| 0     | 90 a 94 | 0     |
| 0     | 85 a 89 | 0     |
| 0     | 80 a 84 | 0     |
| 8     | 75 a 79 | 8     |
| 4     | 70 a 74 | 4     |
| 0     | 65 a 69 | 0     |
| 16    | 60 a 64 | 0     |
| 0     | 55 a 59 | 16    |
| 32    | 50 a 54 | 16    |
| 12    | 45 a 49 | 32    |
| 8     | 40 a 44 | 0     |
| 4     | 35 a 39 | 0     |
| 8     | 30 a 34 | 8     |
| 0     | 25 a 29 | 0     |
| 12    | 20 a 24 | 4     |
| 16    | 15 a 19 | 12    |
| 0     | 10 a 14 | 8     |
| 4     | 5 a 9   | 4     |
| 4     | 0 a 4   | 0     |

## Economia
El 2007 la població en edat de treballar era de 165 persones, 130 eren actives i 35 eren inactives. De les 130 persones actives 123 estaven ocupades (58 homes i 65 dones) i 7 estaven aturades (4 homes i 3 dones). De les 35 persones inactives 20 estaven jubilades, 10 estaven estudiant i 5 estaven classificades com a «altres inactius».

### Ingressos
El 2009 a Mancy hi havia 110 unitats fiscals que integraven 285 persones, la mediana anual d'ingressos fiscals per persona era de 24.479 €.

### Activitats econòmiques
Dels 6 establiments que hi havia el 2007, 1 era d'una empresa alimentària, 1 d'una empresa de fabricació d'altres productes industrials, 2 d'empreses de comerç i reparació d'automòbils, 1 d'una empresa d'hostatgeria i restauració i 1 d'una empresa de serveis.
L'únic servei als particulars que hi havia el 2009 era un taller de reparació d'automòbils i de material agrícola.
L'any 2000 a Mancy hi havia 71 explotacions agrícoles que ocupaven un total de 87 hectàrees.

## Poblacions més properes
El següent diagrama mostra les poblacions més properes.